# 焼山 (丹沢)
焼山（やけやま）は、丹沢主脈の北端にある標高1,060mの山である。神奈川県相模原市内にあり、丹沢大山国定公園に属する。丹沢の北部にあり交通が不便なため、登山者は少ない。頂上には展望台が設置されていて丹沢、高尾方面の展望が良好であるが、西側は木が邪魔でなかなか展望がきかない。

## 山名の由来
昔この山一帯は将軍家の御猟場になっていた。この一帯が草木で生い茂ると狩猟の妨げになるので毎年火が入れられていたのが焼山の由来だといわれている。

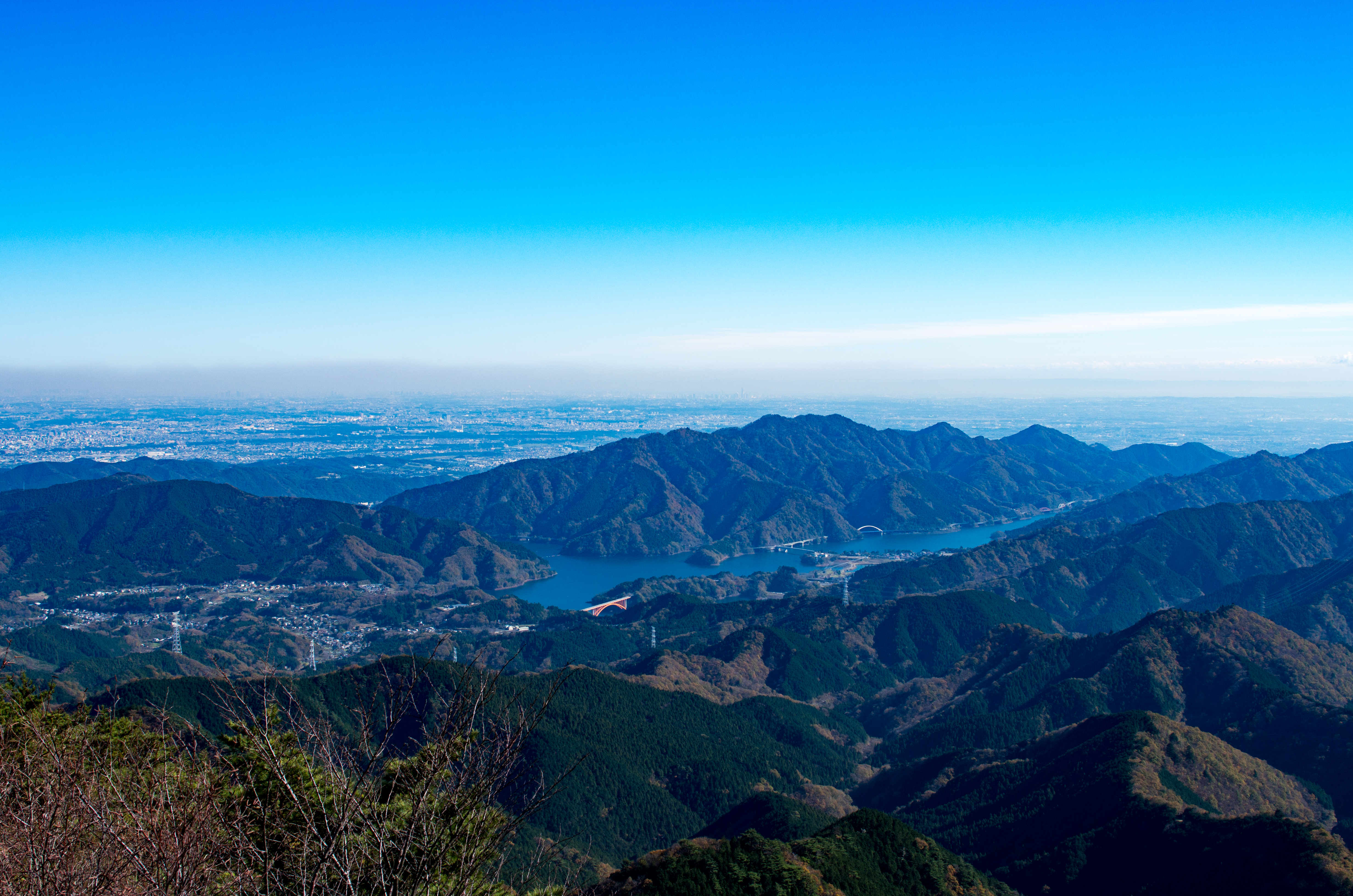
焼山から東南東の眺望。
中央に宮ヶ瀬湖。その奥に仏果山などの山塊と関東平野。

## 周辺の山
- 黍殻山
- 八丁坂ノ頭